# Tuomas Hannikainen
Tuomas Touko Tapani Hannikainen (tidigare: Ollila), född 10 mars 1965 i Askola, är en finländsk dirigent. 
Ollila studerade först vid Sibelius-Akademin för Leena Siukonen-Penttilä och Paavo Pohjola (violindiplom 1988) och i Jorma Panulas kapellmästarklass (diplom 1991), fortsatta studier för bland andra Ilja Musin, Seiji Ozawa, Simon Rattle och Pierre Boulez. Han var 1994–1998 dirigent för Tammerfors stadsorkester, 1999–2001 för Esbo stadsorkester och 2001–2004 för symfoniorkestern i Perth. Ollila har uruppfört kompositioner av bland andra Jukka Tiensuu och Paavo Heininen och på cd-skiva inspelat verk av Uuno Klami och Aarre Merikanto; hans inspelning av Jean Sibelius musik för Pressens dagar (originalversionen) prisbelönades. 